# Xochicalco
Xochicalco (nahuatl za „U kući cvijeća”) je bio veliki pretkolumbovski grad, danas u meksičkoj saveznoj državi Morelos, 38 km jugozapadno od Cuernavaca i oko 120 km od Mexico Cityja. Grad je procvao od oko 650. godine, nakon propasti Teotihuacanskog carstva, s čime se dovodi u svezu. 
Zbog svojih izvanredno sačuvanih ostataka, Xochicalco je upisan na UNESCO-ov popis mjesta svjetske baštine u Sjevernoj Americi 1999. godine.

## Povijest
Gradnja Xochicalcoa je započela u 2. st. pr. Kr., te pokazuje jak utjecaj Teotihuacana, a procvat doživljava nakon njegove propasti, oko 650. godine, kada su procvali i drugi gradovi klasičnog razdoblja Srednje Amerike: obližnji Tula na središnjoj visoravni, te Uxmal i Chichen ltza na Yucatanu. Za njegove osnivače se drže Xicallanca Olmeci, mayanski narod trgovaca iz Campechea koji je ovo mjesto odabrao kao jedno od strateških mjesta na unosnom srednjoameričkom trgovačkom putu. Slabo plodno tlo okoliša grada podržava mišljenje kako je grad osnovan i utvrđen kao trgovačka postaja. U turbulentnom razdoblju od 8. do 10. stoljeća, bio je utvrđeno političko, vjersko i trgovačko srednjoameričko središte kao što su Monte Albán, Palenque i Tikal. 
Nekad oko 900. godine, Xochicalco je uništen i spaljen, o čemu svjedoče brojni pronađeni predmeti koji su naglo ostavljeni. Mala skupina ljudi ga je ponovno naselila, a u 13. stoljeću su ga preuzeli Tlahuica doseljenici koji su govorili nahuatl, astečki jezik. Stanovnici obližnjeg sela Cuentepec još uvijek pričaju nahuatl, ako i brojni drugi u državi Morelos. Arhitektura i ikonografija Xochicalca, pored jasne veze s Teotihuacanom, povezuje se i s narodom Matlatzinca iz doline Zoluca, Meksiko (savezna država). 
Prvi Europljanin koji je posjetio ovaj lokalitet bio je istraživač Antonio Alzate 1777. godine, a Alexander von Humboldt je objavio ilustracije i opis Xochicalca 1810. god. Meksički arheolog Leopoldo Batres je obnovio Hram pernate zmije 1910. godine, a opsežna iskapanja i istraživanja su provedena 1940-ih i 1960-ih. Nakon višegodišnjih iskapanja koje su u 70-ima provelo Sveučilište Pennsylvanije, te 80-ih iz Državnog arheološkog zavoda (INAH), izgrađen je muzej u kojemu su smješteni brojni pronađeni predmeti.

## Odlike
Središnji dio Xochicalca čini vještački poravnano brdo na kojemu su ostaci stambenih građevina, uglavnom neiskopani, i duge terase koje prekrivaju njegove obronke. Na vrhu se nalaze vjerske građevine s kraja klasičnog razdoblja srednjoameričke povijesti (700. – 900.), kada se pretpostavlja da je Xochicalco imao oko 20.000 stanovnika. Na zidovima ovih građevina nalaze se jedinstveni stilizirani prizori na kojima su jasni utjecaji Teotihuacana sa sjevera, ali i Maya s juga. Na tzv. „Hramu pernate zmije” (kasnije božanstvo Quetzalcoatl kod Asteka) nalaze se prikazi gradova koji su Xochicalcu plaćali danak, kao i nekoliko mayanskih likova.
Ostali značajni spomenici su nekoliko stepenastih piramida, palača, tri igrališta za srednjoameričku igru loptom, neobičan niz kružnih oltara (21 oltar, poput broja dana u mjesecu i mjeseci u obrednoj godini) i špilja s uklesanim stubama koja je služila kao opservatorij.
Sam opservatorij je špilja obložena štukom i obojena u crno, s crveno-žutim dimnjakom koji se od šesterokutnog otvora špilje do njezina dna spušta 8,7 m. Dimnjak se blago širi, tako da su se sunčeve zrake odražavale na njegovom dnu punih 105 dana u godini (od 30. travnja do 15. kolovoza), a u danima sunčevog zenita, 14./15. svibnja i 28./29. srpnja, sunce bi u dnu tvorilo svoj odraz. Stoga se ne sumnja da je tih dana opservatorij imao i religijsku svrhu.
Južno loptalište, najveće u Xochicalco, nalazi se na kraju širokog puta. Iza njega je skupina građevina poznatih kao palača, stambene sobe, kuhinje, radionice i spremišta, uz temazcal (parna-kupelj) oko niza dvorišta.
- Velika piramida
- Zidine Xochicalca
- Opservatorij Xochicalca
- Hijeroglifi Hrama pernate zmije
- Skulptura jaguara

## Poveznice
- Pretkolumbovska umjetnost
- Palenque
- Tikal

## Vanjske poveznice
- INAH National Institute of Anthropology and History  Arhivirana inačica izvorne stranice od 10. veljače 2009. (Wayback Machine)
- Virtualni obilazak Xochicalca  Arhivirana inačica izvorne stranice od 8. prosinca 2011. (Wayback Machine) na stranicama INAH-a (šp.)
- Galerija fotografija  Arhivirana inačica izvorne stranice od 10. siječnja 2012. (Wayback Machine)